# A. Constant
Pour plus de détails, voir Fiche technique et Distribution.
A. Constant est un film français réalisé par Christine Laurent, sorti en 1977.

## Fiche technique
- Titre : A. Constant
- Autre titre : Alice Constant
- Réalisation : Christine Laurent
- Scénario : Christine Laurent
- Photographie : Renato Berta et Jean-Henri Roger
- Décors : Suzel Gaillard
- Son : Jacques Pibarot et Richard Zolfo
- Musique : Agnès de Brunhoff
- Montage : Françoise Belloux et Laure Budin
- Production : Elison - Film Kollektiv - INA - Janus Film - SERDDAV - Z Productions
- Pays d'origine :  France
- Genre : comédie dramatique
- Durée : 90 minutes
- Date de sortie : France - 26 octobre 1977

## Distribution
- Christine Laurent : Alice Constant
- Agnès Laurent : Camille
- Agnès de Brunhoff : Madeline
- Andrée Tainsy : Jeanne
- Antoine Bourseiller : Charles

## Sélections
- 1977 : Festival de Cannes (Perspectives du cinéma français)[1]